# River Windrush
Der River Windrush ist ein Fluss in England. Der Windrush entsteht nördlich des Ortes Tadington in Gloucestershire. Er fließt zunächst in südlicher Richtung, ehe er sich östlich von Guiting Power in östlicher Richtung wendet. Er fließt danach durch Bourton-on-the-Water und wendet sich dort erneut in südlicher Richtung. Südlich von Bourton-on-the-Water mündet der River Eye in ihn. Am Ort Windrush wendet sich der Fluss erneut in östlicher Richtung und erreicht danach in Oxfordshire zunächst Burford und dann Witney. In Witney teilt der Fluss sich in zwei durch Kiesgruben voneinander getrennt in südöstlicher Richtung parallel laufende Arme, die sich östlich von Standlake wiedervereinigen. Der River Windrush mündet an der Newbridge in die Themse.